# 韋托爾山脈
37°14′53″N 3°31′56″W / 37.24806°N 3.53222°W

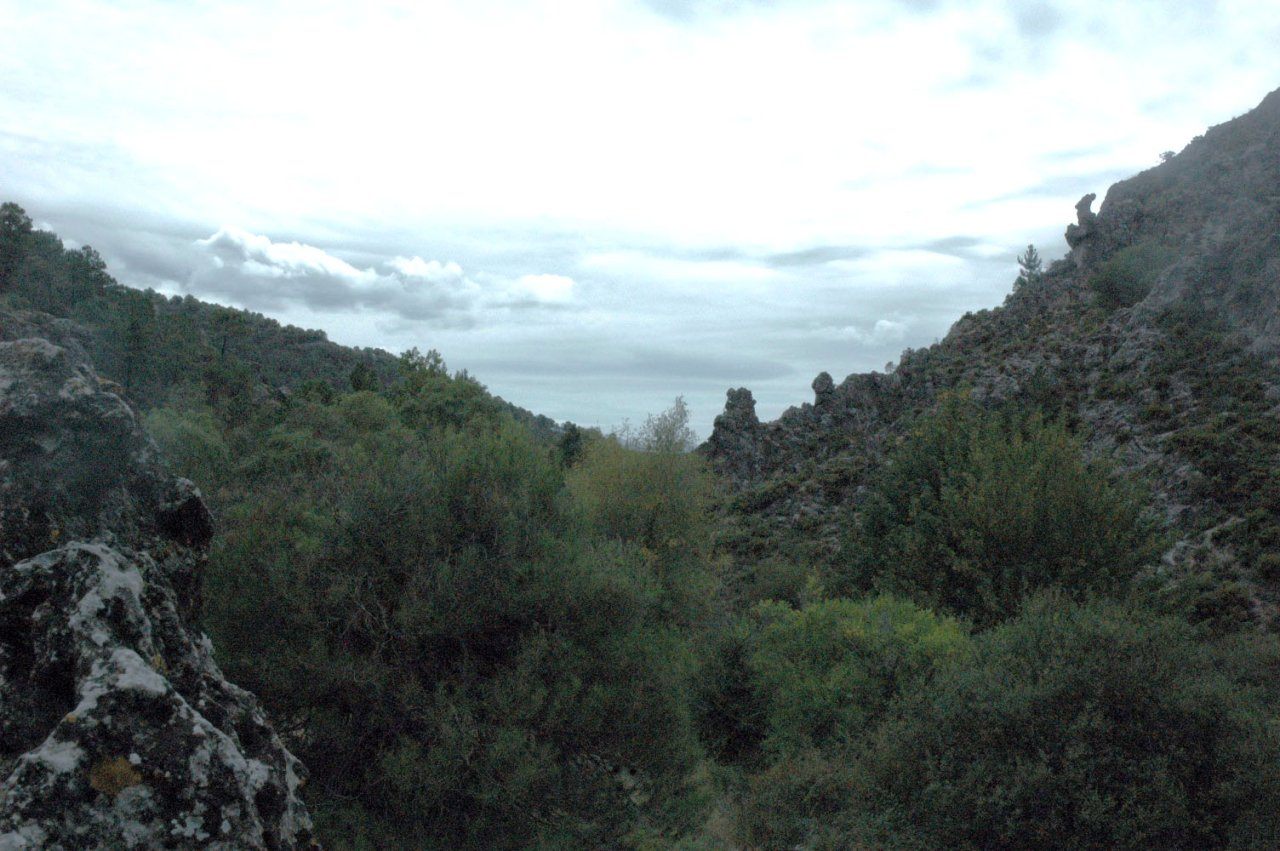

韋托爾山脈（Sierra de Huétor），是西班牙的山脈，位於該國南部格拉納達省，處於格拉納達東北面，屬於薩貝蒂科山脈的一部分，該山脈最高點海拔高度1,675米。